# Chiesa della Misericordia (Torino)
La chiesa della Misericordia è una delle chiese di Torino, sita in via Barbaroux 41. È dedicata a san Giovanni Battista (era detta anche "chiesa di San Giovanni Decollato"). Deve il nome alla Arciconfraternita della Misericordia, che nel XVIII secolo ne prese possesso e la ristrutturò, così nominata poiché i suoi membri avevano il compito di confortare i condannati a morte, accompagnarli al patibolo, curarne le successive esequie e far celebrare messe in suffragio delle loro anime.

## Storia
Fu realizzata ristrutturando completamente la precedente chiesa del monastero di San Pietro, abitato dalle monache lateranensi di Santa Croce, gravemente danneggiato dai bombardamenti subiti ad opera dell'artiglieria francese durante l'assedio di Torino del 1706. Nel 1720 venne acquisita dalla Confraternita della Misericordia che, dopo alcuni restauri provvisori, diede nel 1751 l'incarico di ristrutturare a nuovo la chiesa all'architetto Nicolis, conte di Robilant, che ne fece un edificio barocco.
Nonostante il Robilant avesse consegnato anche i disegni della facciata, questa venne realizzata solamente nel 1828 ad opera degli architetti Gaetano e Lorenzo Lombardi.

## Descrizione
La chiesa si sviluppa su un'unica navata. L'interno, ricco di marmi, è abbellito da dipinti di Federico Zuccari (Decollazione del Battista), del Beaumont (San Giovanni Nepomuceno davanti all'Addolorata, L'Annunciazione e L'Assunta) e dalle sculture del Plura (L'arcangelo Gabriele e L'Annunziata), da due pale di Giacomo Parravicino. Il bell'altare è di Giovanni Battista Feroggio. La sagrestia contiene pregevoli arredi in stile barocco.

## Fonti
- Marziano Bernardi, Torino – Storia e arte, Torino, Ed. Fratelli Pozzo, 1975
- Roberto Dinucci (a cura di), Guida di Torino, Edizioni D'Aponte